# Lipalian Mountain
Lipalian Mountain är ett berg i Kanada.   Det ligger i provinsen Alberta, i den centrala delen av landet, 3 000 km väster om huvudstaden Ottawa. Toppen på Lipalian Mountain är 2 689 meter över havet, eller 238 meter över den omgivande terrängen. Bredden vid basen är 2,5 km.
Terrängen runt Lipalian Mountain är varierad.Trakten runt Lipalian Mountain är nära nog obefolkad, med mindre än två invånare per kvadratkilometer.. Närmaste större samhälle är Lake Louise, 5,7 km väster om Lipalian Mountain. 
I omgivningarna runt Lipalian Mountain växer i huvudsak barrskog.